# Massimo Moratti
Massimo Moratti (Bosco Chiesanuova, 16 de mayo de 1945) es un empresario italiano.

## Biografía
Trabaja en la empresa petrolífera Saras, fundada por su padre Angelo, y de la que es el presidente desde 2018. Fue máximo accionista del Inter de Milán desde 1995 hasta 2013, periodo en el que también fue presidente del equipo (cargo también ocupado por su padre), excepto entre 2004 y 2006. En 2013 vendió el 70 % de las acciones del equipo al empresario indonesio Erick Thohir; desde entonces sigue siendo su presidente honorario.
Se le considera uno de los hombres más ricos de Italia.[cita requerida]